# Тарантул (балет)
«Тара́нтул» (фр. La Tarentule) — двухактный комедийный балет-пантомима Жана Коралли на музыку Казимира Жида по либретто Эжена Скриба. «Тарантул» стал последним из балетов композитора, написанных специально для Фанни Эльслер. Остальные партии исполнили Жозеф Мазилье, Ипполит Барре и мадам Ролан. Декорации — Леона Фошера, Шарля Сешана, Жюля Дитерля и Эдуара Деплешена, костюмы по эскизам Поля Лормье.
Премьера состоялась 24 июня 1839 года в Париже, в Королевской академии музыки на сцене Театра Ле Пелетье. Спектакль имел успех: по свидетельству критика Леона Эскюдье «Театр аплодировал, весьма горячо аплодировал».
Из всех номеров особо выделялась тарантелла с кастаньетами, исполняемая героиней. Эта тарантелла Фанни Эльслер завоевала публику и соперничала в популярности с её же качучей из «Хромого беса» и мазуркой из «Цыганки». «После качучи и краковянки м-ль Эльслер поняла, что преуспевает только в характерных танцах, где страсть возносит её над грацией и лёгкостью. Новое создание танцовщицы дополняет эту хореографическую трилогию, составляющую её нераздельную собственность… Обольстительная танцовщица поняла, что ей не следует сражаться с воспоминаниями о Тальони; она создала жанр, отвечавший её собственной природе» — писал Леон Эскюдье. «Отныне тарантелла встанет рядом с качучей и краковянкой» — вторил ему Теофиль Готье.
Весь балет был задуман ради этой тарантеллы Эльслер, которая стала кульминацией балета. Согласно остроумной рецензии Леона Эскюдье, появление спектакля началось с того, что директор Оперы Дюпоншель потребовал от Скриба перечислить ему «все виды пауков, известные со времён Ноева ковчега»; когда же тот дошёл до тарантула, от укуса которого излечивает пляска, он воскликнул: «Довольно! Немедленно найдите в окрестностях Неаполя сварливую маменьку, старого шарлатана, ревнивого влюблённого, юную девицу. Замесите туда тарантула, и мой балет готов», вслед за чем «Господин Скриб, чья сговорчивая фантазия не отступает даже от невозможного, принялся ткать либретто, предназначенное для мадемуазель Эльслер».
Критик делал вид, что ему никак не выбраться из паутины сценария — «даже при посредстве entrechats, ronds de jambe и pirouettes». Как утверждала историк балета В. М. Красовская, Скриб в этом балете перещеголял сам себя по части бессмыслиц; мало того, с его лёгкой руки сценаристы получили право снабжать балетный театр каким угодно вздором.
Героиня балета Лауретта (Фанни Эльслер) соглашалась стать женой доктора Омеопатико чтобы спасти своего возлюбленного Луиджи (Жозеф Мазилье), ужаленного тарантулом, Оставшись наедине со стариком, она делала вид, будто её также ужалил тарантул, и плясала, не подпуская его к себе.
Краткое описание этого танца оставил корреспондент «Северной пчелы»:

В начале этой сцены подруги невесты снимают с неё подвенечный головной убор, бархатный корсетик, белую шёлковую юбочку… Оставшись в газовом платьице, общем балетном костюме, она не превращается в лицо баснословное, эфирное, но остаётся хитрою итальянкою… Постепенность её тарантеллы восхитительна. Сначала она лишь бьёт ножкою об ножку, как бы от невольной судороги, потом начинает кружиться, наконец прыгает в неистовстве.
Восторженное и менее конкретное описание сделал пылкий поклонник Эльслер Теофиль Готье:

Зелёный, украшенный серебром корсаж сжимает её гибкую талию; белая, очень короткая газовая юбка позволяет видеть восхитительные ноги, достойные резца греческого скульптора; на каштановые волосы надет венок; в кончиках пальцев лепечут кастаньеты… Сколько невообразимой грации, лёгкости, отточенности в её тарантелле: это нечто воздушное и одновременно пылкое, целомудренное и неописуемо возбуждающее, счастливо сочетающее шалость и страсть; девическая скромность всегда кстати умеряет южную пламенность этого танца.
В свою очередь, Леон Эскюдье отмечал, что

…Надо отдать справедливость мадемуазель Эльслер — ни одна танцовщица лучше неё не выражала и не воплощала страсть. Она должна обладать пламенной душою, если и впрямь всё это чувствует. То вдохновенно отдаваясь порыву, то словно бы забавляясь, она с какой-то ошеломляющей правдой воссоздаёт этот сладострастный танец… позволяющий представить себе пылкие характеры, возможные только под жгучим небом Испании и Италии.
Кроме Жозефа Мазилье, исполнившего роль Луиджи, возлюбленного Лауретты, в спектакле были также заняты м-м Ролан (Матеа) и Ипполит Барре. Партнёром Эльслер в тарантелле выступил Люсьен Петипа — молодой красавец, дебютировавший в Опере всего две недели назад. Готье, недолюбливавший мужской танец, сдержанно отметил, что он был «не слишком отталкивающим для мужчины» и «хорошо справился со своей задачей».
Фанни Эльслер неоднократно исполняла танцы из «Тарантула» во время своих американских гастролей 1840—1842 годов. В постановке балета ей пришлось полагаться лишь на собственные силы и на помощь её английского партнёра Джеймса Сильвейна, который «был отлично подготовлен для двойной роли танцовщика и балетмейстера». Выступлением в «Тарантуле» 11 марта 1843 года начались лондонские гастроли балерины; в мае того же года она танцевала этот балет в Брюсселе, а в 1849 году — в Санкт-Петербурге, где особый успех имела новая вариация Лауретты.